# 東運寺 (杉並区)
東運寺（とううんじ）は、東京都杉並区にある浄土宗の寺院。

## 概要
1573年（天正元年）、一安によって開山された。一安は安寿と厨子王の守り本尊「身代り地蔵尊」を奉じており、地元の地主だった鈴木伊兵衛が自分の屋敷を寄進して「念仏堂」にしたという。
明治になり寺運衰微したが、1922年（大正11年）に下谷入谷町にあった「東運寺」と合併し「念仏山東運寺」となった。中興の桂巌新体制の下で、本殿などを新築した。

## 釜寺
当寺の本堂の屋根の上に釜が載せられていることから、通称は「釜寺」と呼ばれている。これは厨子王が釜茹でにされそうになった時に、僧侶に扮した地蔵に助けられた故事からきている。現在の釜は二代目で、米1俵を炊くことができるという。

## 山門
当寺の山門は三井八郎右衛門から寄進されたもので、元々は一関藩江戸藩邸の門であった。赤穂事件で浅野長矩が一関藩主田村建顕（右京大夫）に預けとなり、今生の別れにこの門をくぐったという。

## 交通アクセス
- 地下鉄丸ノ内線方南町駅より徒歩5分。
- 都営バス宿91系統（新宿駅西口～新代田駅）、都営バス・京王バス渋66系統（渋谷駅～阿佐ケ谷駅）「釜寺」下車。